# Fabian Plak
Fabian Plak (Tuitjenhorn Países Baixos, 23 de julho de 1997) é um voleibolista profissional holandês, jogador posição central, representante Países Baixos. Desde a temporada 2020/2021 é jogador do clube Nancy VB.
Seu irmã mais velha Celeste Plak também é jogadora de vôlei.

## Títulos
Clubes
Schenker League:
- 2019

Campeonato da Estônia:
- 2019

Supercopa Espanhola:
- 2019[2]

Copa da Espanhola:
- 2020

Seleção principal
Liga Europeia:
- 2019